# Fundacja Fotografia Polska
Fundacja Fotografia Polska – organizacja pozarządowa utworzona w 2018, promująca polską fotografię artystyczną jako istotną część fotografii światowej.

## Działalność
Celem Fundacji Fotografia Polska jest promowanie, propagowanie polskiej fotografii, szczególnie polskiej fotografii artystycznej w Polsce oraz za granicą. Fundacja ma na celu integrację polskich fotografów, środowisk fotograficznych oraz stowarzyszeń, organizacji zajmujących się polską fotografią. Wspólnie z Urzędem Miejskim w Płocku – jest współorganizatorem Płockich Dni Fotografii (2021) – objętych patronatem Związku Polskich Artystów Fotografików, jest organizatorem (m.in.) Biennale Fotografii Polskiej. 
Fundacja Fotografia Polska prowadzi aktywną działalność wystawienniczą, plenerową, wydawniczą. Propaguje twórczość polskich fotografów, zajmuje się edukacją fotograficzną. Współpracuje z polskimi organizacjami, stowarzyszeniami oraz związkami fotograficznymi.

## Władze

### Zarząd
- Henryk Malesa – prezes Zarządu
- Marek Jeznach – wiceprezes Zarządu

### Rada Fundacji
- Andrzej Łukasiak
- Włodzimierz Rosiak
- Andrzej Zajdel

Źródło